# ハチマイシン
ハチマイシン（英：Hachimycin）は、トリコマイシン（英：Trichomycin）としても知られ、ストレプトマイセス属に由来する ポリエン系マクロライド系抗生物質 、抗原虫薬、抗真菌薬である。ハチマイシンは1950年に初めて報告され、ほとんどの調査事例では婦人科感染症に使用されてきた。